# ディグ・アウト・ユア・ソウル
『ディグ・アウト・ユア・ソウル』（Dig Out Your Soul）は、オアシスの7枚目であり最後のスタジオ・アルバムである。

## 概要
7作連続でUK1位、10月13日付のオリコンチャートで初登場2位、アメリカ・ビルボードチャートで『ビィ・ヒア・ナウ』以来11年ぶりのトップ10入り（5位）を記録した。
前作『ドント・ビリーヴ・ザ・トゥルース』とほぼ同じ製作陣により、アビー・ロード・スタジオにて制作された。ノエル・ギャラガーとデイブ・サーディーによる共同プロデュース。
当初のノエルの構想では、前作のアウトテイクでアルバムを制作する予定だったが、ノエルがレコーディング直前に書き上げたいくつかのデモをデイブ・サーディーが気に入り、大きく路線を変更することとなった。
前作からの流れで60年代のロックミュージック色の濃い作風だが、今作はよりサイケデリックでリズムにも重点が置かれているのが特徴。
ノエル、ゲム、アンディの3人は担当楽器に縛られず、様々なパートを担当している。
作曲者はノエルが6曲、リアムが3曲、アンディが1曲、ゲムが1曲。
このアルバムのレコーディングを最後に、ドラマーのザック・スターキーが離脱（ツアーではクリス・シャーロックがドラムを担当）、さらに2009年のノエルの脱退を受け、オアシス最後のスタジオ・アルバムとなった。

## 収録曲
1. バグ・イット・アップ - Bag It Up
2. ザ・ターニング - The Turning
発売前にクリフ・リチャードの『Devil Woman』に酷似していると一部で話題になった曲。アウトロでビートルズのディア・プルーデンスのイントロが流れる。
3. ウェイティング・フォー・ザ・ラプチャー - Waiting for the Rapture
4. ザ・ショック・オブ・ザ・ライトニング - The Shock of the Lightning
1stシングル。ハードロック調の曲。久しぶりの「Rock 'n' Roll Star」タイプの曲とノエルは語る。映画『タイムマシン』のような歌詞も含み、宇宙をひっくり返したような、壮大なスケールを持った楽曲。
2008年公開の邦画『K-20 怪人二十面相・伝』主題歌として起用される。
5. アイム・アウタ・タイム - I'm Outta Time
2ndシングル。リアム作曲でリアムが自身のヒーロー、ジョン・レノンに捧げた曲。実際にジョン・レノンのインタビューをサンプリングしている。
6. ゲット・オフ・ユア・ハイ・ホース・レディ - (Get Off Your)High Horse Lady
ノエル曰く恋人と喧嘩した時に腹いせに作った曲。
7. フォーリング・ダウン - Falling Down
3rdシングルであり、オアシスのラストシングル。サイケデリックな色を出したナンバー。ケミカル・ブラザーズのRemixバージョンがある。ノエルは「この作品は前よりちょっとだけ歌詞に意識的だ。特に『フォーリング・ダウン』とかはね。R.E.M.とかレディオヘッドみたいな遊びごとを少しやっているかもしれない」と「Q」誌で語っている。
2009年4月よりフジテレビで放送されたテレビアニメ『東のエデン』のオープニングテーマとして起用される[1]。
8. トゥ・ビー・ウェア・ゼアズ・ライフ - To Be Where There's Life
曲中に挿入されているシタールの音色は本物ではなく、リアムの子供の玩具を使ったものである。
9. エイント・ゴット・ナッシン - Ain't Got Nothin'
10. ザ・ネイチャー・オブ・リアリティ - The Nature of Reality
11. ソルジャー・オン - Soldier on
12. アイ・ビリーヴ・イン・オール - I Believe in All
日本盤のみのボーナストラック
13. ザ・ターニング - The Turning(Alt Version # 4)
日本盤のみのボーナストラック。収録されている同名曲の別バージョン。ロックンロール色が強く、前作の雰囲気が濃い。

## チャート
| チャート (2008年)                      | 最高位 |
| -------------------------------------- | ------ |
| オーストラリア (ARIA)                  | 5      |
| オーストリア (Ö3 Austria)              | 13     |
| ベルギー (Ultratop Flanders)           | 10     |
| ベルギー (Ultratop Wallonia)           | 5      |
| カナダ (Billboard)                     | 5      |
| デンマーク (Hitlisten)                 | 13     |
| オランダ (MegaCharts)                  | 11     |
| フィンランド (Suomen virallinen lista) | 14     |
| フランス (SNEP)                        | 4      |
| ドイツ (Offizielle Top 100)            | 8      |
| アイルランド (IRMA)                    | 2      |
| イタリア (FIMI)                        | 1      |
| 日本 (オリコン)                        | 2      |
| メキシコ (Top 100 Mexico)              | 12     |
| ニュージーランド (RMNZ)                | 6      |
| ノルウェー (VG-lista)                  | 11     |
| ポルトガル (AFP)                       | 27     |
| スコットランド (OCC)                   | 1      |
| スペイン (PROMUSICAE)                  | 14     |
| スウェーデン (Sverigetopplistan)       | 8      |
| スイス (Schweizer Hitparade)           | 2      |
| UK アルバムズ (OCC)                    | 1      |
| US Billboard 200                       | 5      |
| US Top Rock Albums (Billboard)         | 3      |
| US Top Tastemaker Albums (Billboard)   | 3      |

| チャート (2008年)      | 最高位 |
| ---------------------- | ------ |
| フランス (SNEP)        | 144    |
| イタリア (FIMI)        | 63     |
| 日本 (Billboard Japan) | 72     |
| イギリス (OCC)         | 15     |